# 字母表效應
字母表效應是通訊理論的假設，通訊理論認為拼音書寫（特别是字母文字）能夠鼓勵並促進認知在抽象、分析、編碼、解碼和分類上的技巧。字母表效應的提倡與多倫多傳播學派有关 ，學者有馬素·麥克魯漢 、哈洛德·英尼斯、沃尔特·翁（Walter J. Ong）以及近期的罗伯特·洛根 。「字母表效應」這一術語即源自洛根於1986年的著作。

## 概观
该理论认为，由于字母系统中的符号大幅精簡，因此需要更高等的抽象化處理。而這種抽象化和解釋音素符號所需的分析技巧又促進了使用者的認知發展。這一理論的支持者認為，拼音書寫的發展对西方思想和发展产生了重大影响（特别是字母表的發展，与其它类型的書寫系统截然不同），而箇中原由正是因為字母表將抽象、分析、編碼、解碼及分類等方面的認知技巧引入了一個新的層次。麥克盧漢和洛根雖然沒有提出直接的因果關係，但他们认为，这些技巧使得字母表的使用創造了一個有利於法典化、一神论 、抽象科学、演绎逻辑、客觀历史和个人主义的環境。根據洛根的說法，公元前2000年到公元前500年，極短時間在底格里斯河-幼發拉底河系統和爱琴海之間的狹窄區域內，誕生了包含字母表在內的這些創新。以漢謨拉比法典為例，蘇美爾法典的出現時間实际上剛好與阿卡德音节文字系统的改革相一致，只不過蘇美爾法典並非直接受到字母表本身的影響，而是受到由60個符號組成的拼音書寫系統的影響。此外必須指出的是，中國有強大的科學傳統，但中國古代所實踐的科學並不具抽象性，而是具體和實用的。事實上，促進構想字母表效应的原因是為了解释「雖然李约瑟在《大滴定》中記載了一系列早在中國出現的發明和技術，但為何抽象科学仍然始于西方而非中国？」字母表效应为所谓的李约瑟大问题（即为什么中國在早期先取得了成功，仍在科學技術上被西方超越？）提供了另一种解释。 
字母書寫的另一個影響是，它導致了印度的印度教和佛教數學家在2000年前發明零、進位制、负数和代数。而這些概念被阿拉伯數學家和科學家改進，并最終在1400年後傳入歐洲。
在字母書寫產生以前，知識是由祭司所壟斷。這是因為讀寫能力的培養十分耗時。因此，只有祭司才有讀寫能力。由於祭司壟斷了宗教經文的內容，公眾對此幾乎沒有異議。因此，引入字母表在很大程度上限制了祭司的權力，使宗教文本也對社會大眾開放並接受質疑。

## 对民族中心主义理论的批判
Grosswiler指出，许多学者（包括Goody等理论的前追隨者）指出，该理论對於科學，是基于一種希臘文化為中心的特定解釋，這種解釋忽略了「採其它書寫系統的不同文化」過去是如何在科學上擁有霸權。 

## 对中國文字理論解釋的批判
一些學者指出，漢字是意音文字（logographic）的解釋過時且不正確。約翰·德范克建議採用「音符文字」（semasiographic）一詞，而非意音文字，這是因為漢字實際只有部分是形象化的。 
Dominic Yu的解釋：  
以字符「他」為例，代表第三人稱單數代詞「tā」。左側部分是「人」偏旁的部首，表示這個字符模糊地與某個人或某些人有關。我說「模糊的」原因是因為這是一個十分常見的偏旁部首，其它字符還有像是「份」、「假」、「做」，意思代表「部分」、「假的」和「去做」。字符「他」的右側是語音成分（在某些中國的早期階段），押韻為「也」，現在則發音「yě」。這個字符沒有表示「第三人稱單數代詞」的概念。從這個例子中，我們可以看出，漢字主要代表聲音，而只以一種相當不重要的方式來表達想法。因此，洛根認為漢字代表「單詞的思想」是毫無根據的。

## 从替代途徑到字母文字的理论批判
有人建议，施曼特·贝瑟拉（Schmandt-Besserat）從書寫形式起源來自於三維符記的研究，為字母表效应理论提供了另一種进步主义的解釋。 Grosswiler认为，字母表效应理论有记录记忆的潛力，但並非特定一種系統才能夠推動科學思想文化。 